# Synotaxus monoceros
Synotaxus monoceros är en spindelart som först beskrevs av Lodovico di Caporiacco 1947.  Synotaxus monoceros ingår i släktet Synotaxus och familjen Synotaxidae. Inga underarter finns listade i Catalogue of Life.